# Senador Georgino Avelino
Pour les articles homonymes, voir Senador.
Senador Georgino Avelino est une municipalité brésilienne appartenant à la microrégion du littoral sud de l'État de Rio Grande do Norte.